# Sân bay đảo Vĩnh Hưng
Sân bay đảo Vĩnh Hưng (tiếng Trung: 永兴岛机场; bính âm: Yǒngxīng Dǎo Jīchǎng, âm Hán Việt:Vĩnh Hưng đảo cơ trường) (ICAO: ZJYX) là một sân bay phức hợp cả quân sự lẫn dân sự nằm trên đảo Phú Lâm (Trung Quốc gọi là đảo Vĩnh Hưng), hòn đảo lớn nhất của quần đảo Hoàng Sa tại Biển Đông. Hòn đảo được Cộng hòa Nhân dân Trung Hoa quản lý và coi là một phần của thành phố Tam Sa thuộc tỉnh Hải Nam, song cũng được Trung Hoa Dân Quốc (Đài Loan) và Việt Nam tuyên bố chủ quyền. Sân bay được hoàn thành vào tháng 7 năm 1990 để mở rộng phạm vi chiến đấu của các chiến cơ Trung Quốc.

## Điều kiện
Sân bay đảo Vĩnh Hưng có một đường băng dài 2.700 mét (8.900 ft), có thể phục vụ cho bất kỳ máy bay tiêm kích thế hệ thứ ba nào của không quân Trung Quốc như Sukhoi Su-30MKK. Sân bay cũng có một trạm định vị radar và bốn bể nhiên liệu lớn, cho phép sân bay có thể trở thành một căn cứ để tiếp nhiên liệu cho các chiến cơ trong các trận chiến.